# Befehlsstab

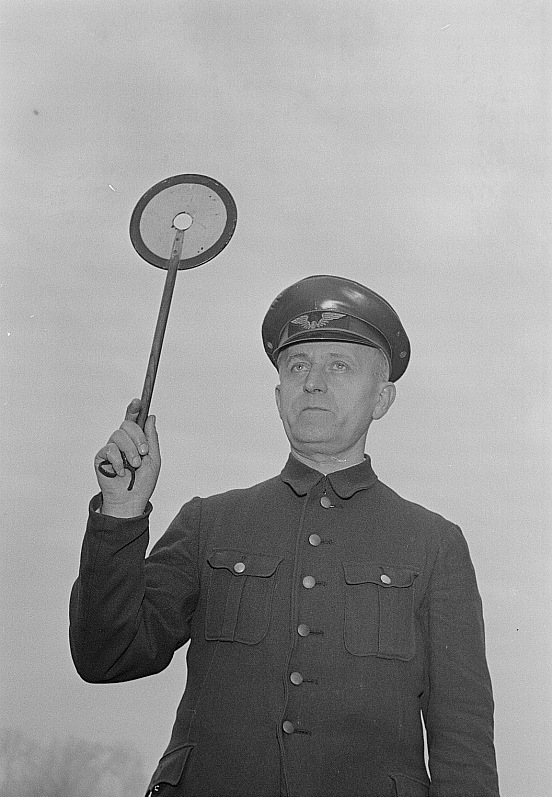
Befehlsstab (1951)

Der Befehlsstab (auch: Abfahrstab oder umgangssprachlich Kelle) ist ein Signalmittel bei den Eisenbahnen zur Erteilung des Auftrages für die Abfahrt des Zuges („Abfahrsignal“ – anstelle eines mündlichen oder durch Signal Zp 9 Lichtsignal erteilten Auftrages). Er ist im Eisenbahnbetrieb weitgehend durch Lichtsignale abgelöst worden und wird in Deutschland nur noch auf einzelnen Nebenbahnen und bei Museumsbahnen verwendet.

## Aussehen
Der Befehlsstab besteht ursprünglich aus einem Holzstab mit runder weißer Blechscheibe. In der Schweiz ist die Scheibe auf einer Seite grün gestrichen mit weißem Querbalken, auf der anderen Seite weiß mit grünem Querbalken.

## Geschichte

### Deutschland
Der Befehlsstab, früher in der Schreibweise ohne Fugen-s Befehlstab, wurde erstmals 1906 auf den Stationen der Berliner Stadt- und Vorortebahnen eingeführt, die mit einem Ausfahrsignal ausgestattet waren. In den folgenden Jahren gab es dazu einen Versuchsbetrieb auf anderen ausgewählten Strecken der preußisch-hessischen Staatseisenbahn. Ab 1911 wurde er auf deren sämtlichen Hauptbahnen eingesetzt, ab 1927 auch auf den Nebenbahnen eingeführt.

### Österreich

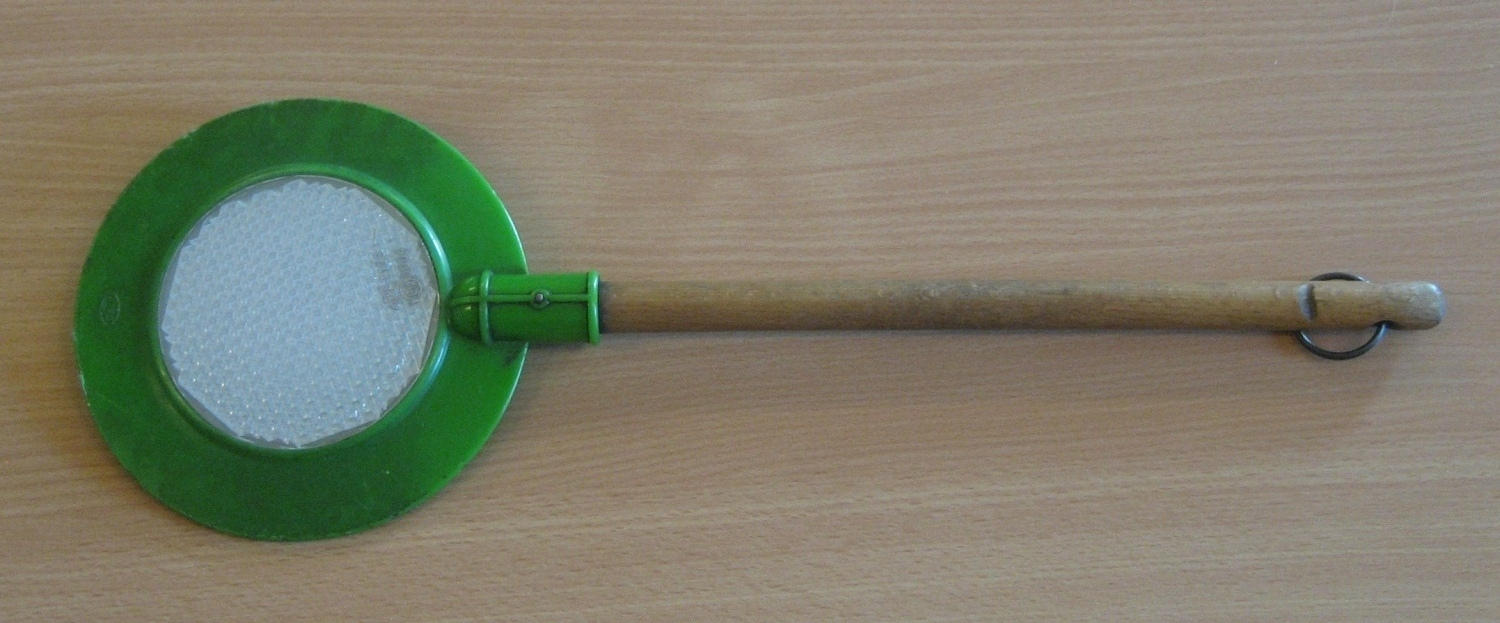
ÖBB-Befehlsstab

Die Dienstvorschriften V2 (Signalvorschrift) und V3 (Betriebsvorschrift) der ÖBB bezeichnen das Signalmittel zur Abgabe der Signale „Abfahrbereitschaft“ und „Abfahrt“ ebenfalls als Befehlsstab. Weiters können damit vom Fahrdienstleiter (Fdl) die „Fahrberechtigungssignale“ (Signal 30 „Durchfahrt“ und Signal 29 „Signal untauglich – Vorbeifahrt erlaubt“) abgegeben werden. Nach der Abfertigung kann im Gefahrenfall mit dem Befehlsstab das Signal „Halt“ gegeben werden. 
Zugführer geben das Signal „Abfahrt“ mit einer sog. „Winkscheibe“ ab, die einen verkürzten Stiel besitzt. Während der kurzen Gültigkeit der „Sondertafel B1“ (1971) fertigte der Zugführer den Zug mit einem „Winkerstab“ ab. Dieser besaß anstelle der runden Scheibe eine auf der Spitze stehende dreieckige Tafel, analog zum Befehlsstab des Fahrdienstleiters grün umrandet.
Die Abfertigung eines Personenzuges auf „Zeigersprung“ war früher bei den ÖBB wie folgt geregelt: 20 Sekunden vor der planmäßigen Abfahrtszeit (also vor dem Zeigersprung 59 auf 00 Sekunden) hält der Fahrdienstleiter den Befehlsstab für die Zugbegleiter sichtbar in Richtung zum Zug schräg abwärts und gibt mit der Signalpfeife einen Achtungspfiff („Abfahrbereitschaft herstellen“). Der Schaffner gibt in Richtung zum Zugführer das Signal „Fertig“ in Form der hochgehaltenen Hand und signalisiert so die Abfahrbereitschaft für seinen Zugteil. Nachdem alle Schaffner das Signal (weiter-)gegeben haben, hebt der Zugführer die Hand und meldet so dem Fahrdienstleiter die Abfahrbereitschaft. Danach schwenkt dieser den Befehlsstab über Kopfhöhe langsam hin und her, wobei der Triebfahrzeugführer das Signal aufnimmt, die Triebfahrzeugbremse löst (die Bremse für den Wagenzug ist bereits gelöst) und anfährt. Er blickt Richtung Zugende, um eventuelle Haltesignale sofort aufnehmen zu können. Danach klemmt der Fahrdienstleiter den Befehlsstab waagrecht unter die rechte Achsel und hält ihn mit drei Fingern – mit dem Stiel zum Zug – während der gesamten Vorbeifahrt. Im Notfall kann damit sofort das Haltesignal gegeben werden, z. B. wenn ein Reisender aufzuspringen versucht.

## Weitere Anwendungen
Im Signalbuch der Ungarischen Staatsbahnen wird der Befehlsstab neben dem Abfahrsignal auch bei den Signalen zur Fertigmeldung des Zugpersonales, zur Aufforderung zur Abfahrt sowie als Ruhestellung der Aufsicht aufgeführt. In rechteckiger Ausführung kommt er zudem als Handersatzsignal zur Anwendung.